# Leptoteratura symmetrica
Leptoteratura symmetrica is een rechtvleugelig insect uit de familie sabelsprinkhanen (Tettigoniidae). De wetenschappelijke naam van deze soort is voor het eerst geldig gepubliceerd in 1988 door Yamasaki.